# Râul Băești
Râul Băești este un curs de apă, afluent al râului Drăghici. 

## Hărți
- Harta Județului Buzău